# Magic Matterhorn
Magic Matterhorn ist ein essayistischer Dokumentarfilm aus dem Jahr 1995 über die Schweizer Heimat der Regisseurin Anka Schmid. Das Matterhorn dient als Ausgangsmotiv für die Annäherung an Zermatter Teilzeitbauern, einen Schweizer Disneyland-Jodler in Kalifornien und die Kabarett-Kultgruppe Geschwister Pfister.

## Handlung
Verspielt begibt sich der Film auf die Suche nach zeitgenössischen Vorstellung von Heimat und zeigt reale und irreale Welten. Gefilmt wurde im Schweizer Touristendorf Zermatt am Fusse des Matterhorns und im kalifornischen Disneyland bei der Matterhorn-Kopie. Anka Schmid konfrontiert konkrete Lebensbedingungen mit Klischees und wagt den Spagat zwischen philosophischen Gedanken und Souvenir-Kitsch. Das Matterhorn dient ihr dabei als Leitmotiv. Personen aus Zermatt, Touristen aus aller Welt und ein aus der Schweiz stammender Amerikaner geben Auskunft über ihren Heimatbegriff und ihre persönliche Beziehung zum mythisch überhöhten Berg Matterhorn. Die Interviews werden mit Impressionen des Berges und dem Auftritt einer Kabarettistengruppe ergänzt.

## Kritik
Das Lexikon des internationalen Films urteilte, im Ergebnis sei Magic Matterhorn ein „amüsanter Dokumentarfilm, der in der Gegenüberstellung der unterschiedlichsten Ansichten recht facettenreich ausgefallen ist, dem es auf Dauer jedoch an Intensität mangelt“.

## Festivals
- 23.–29. September 1996 Les Diablerets, 27. Festival International du Film Alpin
- 5.–15. September 1996 Figueira da Foz, 25. Festival international de cinéma
- 28. April–4. Mai 1996 Trento, 44. Trento Film Festival International Montagna Esplorazione
- 19. April–11. Mai 1996 Minneapolis/St. Paul, 14. Rivertown International Film Festival
- 22.–31. März 1996 Créteil 18, Festival International du Film de Femmes
- 16.–21. Januar 1996 Solothurn, 31. Solothurner Filmtage
- 18.–24. September 1995 Nyon, 26. Festival International du Cinéma Documentaire[2]